# Tokarki
Tokarki – wieś w Polsce, położona w województwie wielkopolskim, w powiecie konińskim, w gminie Kazimierz Biskupi.
| SIMC    | Nazwa            | Rodzaj                 |
| ------- | ---------------- | ---------------------- |
| 1007079 | Płoski           | część wsi              |
| 0286077 | Tokarki Drugie   | część wsi (do 2023 r.) |
| 0286083 | Tokarki Pierwsze | część wsi (do 2023 r.) |

Podczas II wojny światowej Niemcy wysiedlili z Tokarek 100 mieszkańców wsi. Z kolei na miejscu wysiedlonych osiedlili 33 Niemców.
9 października 1942 roku zbrodniarz wojenny i komendant posterunku żandarmerii niemieckiej w Kazimierzu Biskupim - Heinrich Weidemann, zastrzelił w Tokarkach, pod zarzutem nielegalnego uboju, jednego z mieszkańców wsi - Władysława Jagodzińskiego. 
10 września 1965 roku we wsi powstała jednostka Ochotniczej Straży Pożarnej. 
W latach 1975–1998 miejscowość administracyjnie należała do województwa konińskiego.
Liczba ludności w 2011 roku wynosiła 278 osób.
We wsi znajdowała się filia szkoły podstawowej w Kazimierzu Biskupim. 